# Gabrius splendidulus
Gabrius splendidulus är en skalbaggsart som först beskrevs av Johann Ludwig Christian Gravenhorst 1802.  Gabrius splendidulus ingår i släktet Gabrius, och familjen kortvingar. Arten är reproducerande i Sverige.